# 設爾特艾蘭 (紐約州普查規定居民點)
設爾特艾蘭（英語：Shelter Island）是位於美國紐約州薩福克縣的普查規定居民點。

## 人口
根據2020年美國人口普查的數據，設爾特艾蘭的面積為33.14平方千米，當中陸地面積為16.97平方千米，而水域面積為16.17平方千米。當地共有人口1602人，而人口密度為每平方千米48.34人。